# 밀명객
"밀명객"(密命客, Secret Agent)은 한국에서 제작된 김선경 감독의 1976년 액션 영화이다. 왕호 등이 주연으로 출연하였고 이우석 등이 제작에 참여하였다.

## 출연

### 주연
- 왕호
- 김순복
- 황태수

### 조연
- 조춘
- 이강조
- 박동룡
- 정진화
- 홍성중
- 권일수

## 기타
- 제작부장: 이상웅
- 촬영부: 장석훈
- 조명: 손한수
- 조명부: 김영배
- 스틸: 황태선
- 조감독: 조명화
- 조감독: 김기영
- 음향: 손효신
- 사운드: 이재웅
- 미술: 이명수
- 무술지도: 남충일
- 분장: 정준호
- 의상: 이해윤
- 소품: 김태욱
- 현상: 한국천연색